# Ndabazinhle Mdhlongwa
Ndabazinhle Mdhlongwa  (né le 30 mai 1973) est un athlète zimbawéen, spécialiste du triple saut. 

## Biographie
Le 28 mars 1998, à Lafayette, Ndabazinhle Mdhlongwa améliore le record d'Afrique du triple saut en établissant la marque de 17,34 m. Cette performance ne sera améliorée qu'en 2007 par le Marocain Tarik Bouguetaïb (17,37 m). Il participe aux Championnats d'Afrique 1998, à Dakar, où il termine deuxième du concours, derrière le Ghanéen Andrew Owusu. 

### Palmarès
| Date | Compétition            | Lieu  | Résultat | E preuve    | Marque  |
| ---- | ---------------------- | ----- | -------- | ----------- | ------- |
| 1998 | Championnats d'Afrique | Dakar | 2e       | Triple saut | 17,19 m |

### Records
| Épreuve     | Épreuve   | Performance | Lieu        | Date            |
| ----------- | --------- | ----------- | ----------- | --------------- |
| Triple saut | Plein air | 17,34 m     | Lafayette   | 28 mars 1998    |
| Triple saut | Salle     | 16,89 m     | Bâton-Rouge | 17 janvier 1998 |